# Kolón
Kolóni byli kategorií zemědělského obyvatelstva rozšířenou především v pozdní římské říši, kdy začal být velký nedostatek otroků. Kolón byl svobodný zemědělec, který si pronajímal ke své obživě půdu i s inventářem a případně jedním až dvěma otroky u velkého vlastníka pozemků. Za to mu odváděl část úrody, případně platil drobné nájemné nebo pracoval na jeho pozemcích. Císař Konstantin I. Veliký se snažil připoutat kolóny k půdě, aby zajistil magnátům pracovní sílu.